# Atemptat a la Universitat Bacha Khan de 2016
El 20 de gener de 2016, diversos homes armats van obrir foc a la Universitat de Bacha Khan (en urdú: جامعہ باچاخان ) a Charsadda, Pakistan. La universitat està situada en el Districte de Charsadda de Khyber Pakhtunkhwa. Com a mínim 21 persones van ser assassinades i hi va haver uns 20 ferits. Al voltant de 200 estudiants van ser rescatats i van matar quatre dels homes armats. La facció Geedar dels talibans palestins van proclamar l'autoria dels atacs, tot i que els Taliban-Pakistan ho va negar i va condemanar l'assalt.

## Rerefons
Els atacs van venir després que els militars anunciessin el final del permís d'operacions a la zona. Uns dies abans de l'atac, les autoriatats havien tancat algunes escoles de Peshawar perquè creien que s'estava planejant un atac. La universitat va ser fundat l'any 2012 i està situada en un entorn rural. Una escola propera va ser atacada el 2014 i en un atemptat en què van morir 130 estudiants. Una mushaira, (recull de poesies) en honor de Khan Abdul Ghaffar Khan (líder nacionalista Pashtun, de qui rep el nom la universitat) hauria estat l'objectiu, ja que va enfrontar els Talibans i els Mujahadeen contra la invasió soviètica de l'Afganistan el 1979. El Pakistan Tehreek-e-Insaf, conegut opositor del militarisme de Guerra contra el terrorisme, va ser elegit per governar la província.
Pakistan ha estat víctima durant anys de violència sobre militants: centenars de suposats militants han estat assassinats i arrestats sota una ofensiva llançada després de l'atac a l'escola Peshawar de 2014. Això es va accentuar després del Setge de Lal Masjid i la Guerra contra el terrorisme.

## Atac
A les 9:30, quatre homes van entrar a les aules i als blocs de residència, obrint foc en mestres i estudiants; duien també cinturons explosius. L'atac va ser en el moment en què els alumnes i els membres de la facultat es reunien a l'escola en un recital de poesia per retre un homenatge a Khan Abdul Ghaffar Khan. Segons s'informa, la universitat no era adequadament assegurada, especialment la part posterior de l'edifici, on les parets que limitaven l'edifici eren baixes. Els testimonis van informar que un professor ajudant, armat amb una pistola, va disparar als assaltants.
Segons el Ministre de Salut provincial Shaukat Ali Yousafzai, hi ha hagut més de 30 persones assassinades i més de 60 ferides, inclosos estudiants i un professor d'ajudant. Més de 60 estudiants van ser rescatats de l'edifici. Segons un portaveu de l'exèrcit, es van matar quatre dels homes armats. El Ministre d'Enginyeria de la Salut Pública provincial Shah Farman va dir: "Es van destinar 54 guàrdies de seguretat a la universitat. Al voltant de 200 persones eren presents en la sala d'examens, els quals van ser rescatats en la seva totalitat, i l'acció oportuna de la policia i l'exèrcit han impedit danys d'escala superior". El Departament d'Educació de Charsadda va anunciar la clausura de totes les escoles durant 10 dies.

## Víctimes
Les víctimes inclouen disset estudiants, dos jardiners, un xòfer i un professor. Una investigació posterior va revelar que 21 persones havien perdut la vida, majoritàriament estudiants, en un hostal només d'homes. Un oficial de seguretat va dir que el total de víctimes podria augmentar a 40 a mesura que els comandament de l'exèrcit acabessin de pentinar els hostals d'estudiants i les classes.

## Perpetradors
Tehrik-i-Taliban Pakistan van reclamar-ne l'autoria. Es creia que l'atac havia estat planejat per Khalifa Omar Mansoor del grup Tehreek-i-Taliban Pakistan Geedar, després que reclamés l'autoria de l'atac a través d'un estat en la seva pàgina de Facebook, en què afegia que quatre atacants van ser enviats a la universitat. Mansoor és també el presumpte capitost de la massacre escolar de Peshawar de 2014. Mansoor va dir als mitjans de comunicació que l'atac era la resposta a una ofensiva militar contra baluarts militants. Tanmateix, el portaveu principal del grup, Mohammad Khurasani, més tard va dir que Pakistani Taliban no hi havia estat implicat. Va condemnar l'atac com "no-islàmic."

## Reaccions
El Primer Ministre Nawaz Sharif, que es trobava a Zúric per assistir al Fòrum Econòmic Mundial, va dir: "Estic profundament afligit per l'atac i estem decididament i resolta compromesos a esborrar l'amenaça del terrorisme de la nostra terra." La Cap d'Estat Major de l'Exèrcit, Raheel Sharif va arribar a Charsadda per elevar la moral del personal de seguretat i va prendre part de l'operació. A causa de l'atac, el govern de Khyber Paktonkhwa ha declarat l'estat de dol durant tres dies en tota la província.
Sobre la universitat, l'anterior ministre de Salut, Shaukat Ali Yousafzai va dir: "Aquesta és una província de primera línia. Estem lluitant la guerra del Pakistan en aquesta província... Els suports dels terroristes s'han trencat i estan respirant per última vegada. Aquest truc és un intent de donar vida a la seva causa."
Polítics de diferents països i representant de diverses organitzacions van emetre missatges de condol condemna com a mostra de solidaritat: l'Alt Representant d'Afers Exteriors de la Unió Europea Federica Mogherini; el Secretari General de les Nacions Unides, Ban Ki-moon; el portaveu del Ministeri d'Exteriors de la Xina, Hong Lei; el primer ministre de l'Índia Narendra Modi; el portaveu del Ministeri d'Exteriors de l'Iran Hossein Jaberi Ansari; l'Ambaixador d'Itàlia Stefano Pontecorvo; el president de Turquia Recep Tayyip Erdogan; l'Alt Comissari del Regne Unit Philip Barton ; i l'ambaixada dels Estats Units.